# Duale Hochschule Baden-Württemberg Ravensburg
Die Duale Hochschule Baden-Württemberg Ravensburg (Baden-Wuerttemberg Cooperative State University Ravensburg) ist einer von neun Standorten der Dualen Hochschule Baden-Württemberg, der größten Hochschule des Landes Baden-Württemberg. Das Studium ist eine Alternative zum Studium an einer Fachhochschule oder Universität. Es wird ein praxisorientiertes und wissenschaftsbezogenes Intensivstudium mit einer Gewichtung von 210 Credit Points angeboten. Voraussetzung für die hochschulrechtliche Zulassung ist neben der Hochschulreife der Abschluss eines Studienvertrages mit einem der ca. 1.200 Partnerunternehmen.
Zur Dualen Hochschule Baden-Württemberg Ravensburg gehört neben dem Standort Ravensburg mit der Fakultät für Wirtschaft auch ein Campus in Friedrichshafen, der von der Fakultät für Technik genutzt wird.

## Geschichte
Die DHBW Ravensburg wurde als Berufsakademie Ravensburg 1978 gegründet. Grundlage hierfür bildete das in den 1970er Jahren von den Unternehmen Daimler-Benz, Bosch und Standard Elektrik Lorenz (SEL, in Alcatel-Lucent Deutschland aufgegangenes Stuttgarter Unternehmen) initiierte „Stuttgarter Modell“ als Vorläufer der baden-württembergischen Berufsakademie. Man wollte damit den immer zahlreicher werdenden Abiturienten eine Alternative zum traditionellen Studium bieten. Außerdem zeichnete sich ein Mangel an gut ausgebildeten Nachwuchskräften ab, dem man mit einer praxisnahen und qualitativen Kombination aus Studium und Berufserfahrungen begegnen wollte. Ende 2006 stellten die Berufsakademien in Baden-Württemberg ihre Abschlüsse auf die staatliche Abschlussbezeichnung Bachelor um. Der Beschluss der Kultusministerkonferenz vom 15. Oktober 2004 stellte die Abschlüsse der Berufsakademien hochschulrechtlich den Abschlüssen von Hochschulen und Universitäten gleich. Zum 1. März 2009 wurde die Berufsakademie Ravensburg Teil der Dualen Hochschule Baden-Württemberg. Das System der Hochschule, mit neun Standorten und über 34.000 Studierenden, wurde in Anlehnung an das US-amerikanische State University System gestaltet.

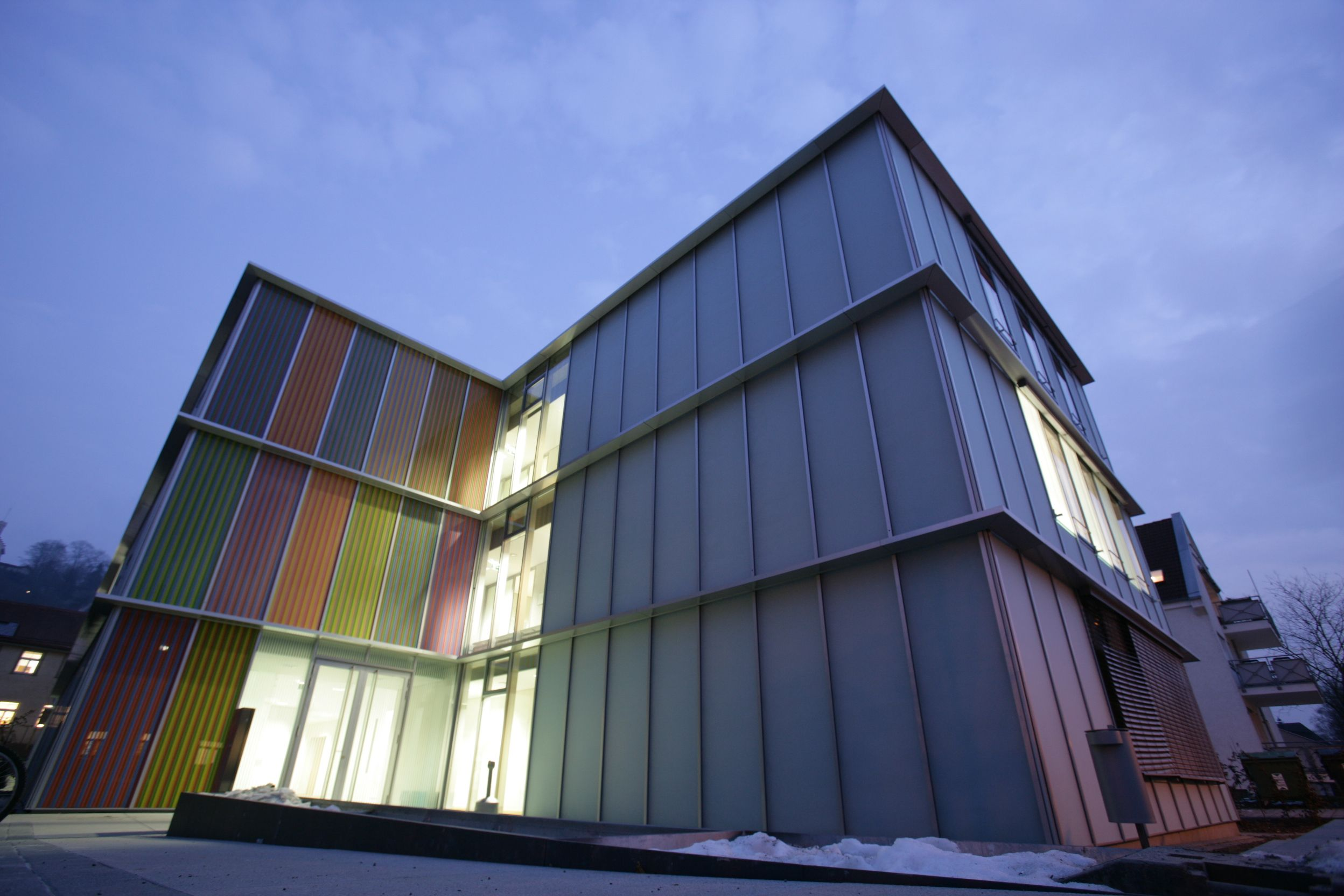
DHBW Campus Ravensburg – Gebäude Weinbergstraße
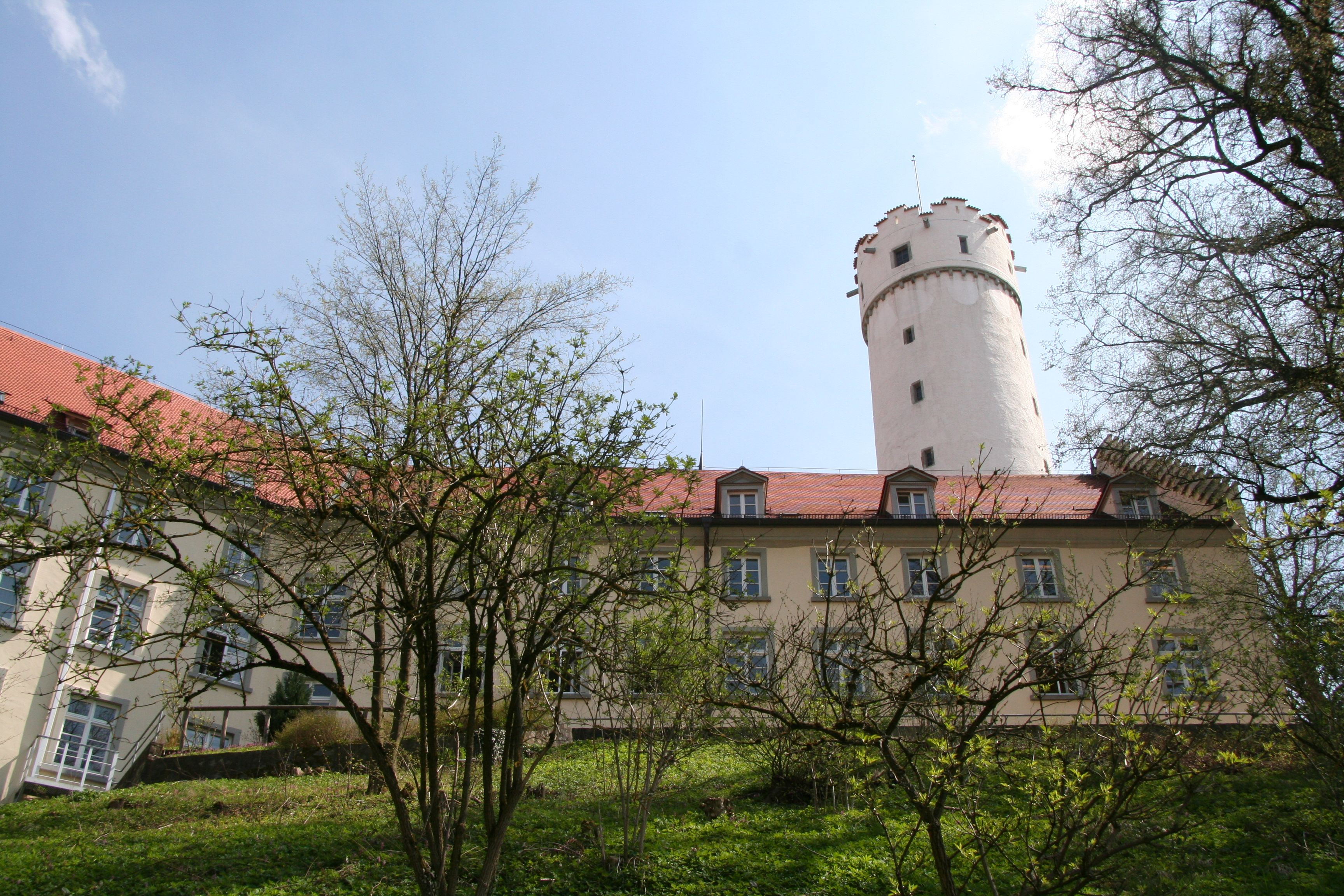
DHBW Campus Ravensburg – das historische Gebäude in der Marktstraße
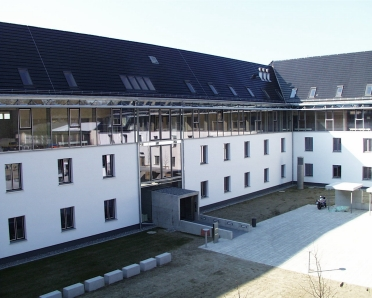
DHBW Campus Friedrichshafen

## Leitung
- 1978–1990: Hans Walter Voß (1928–2014), Direktor
- 1990–2006: Helmut Winter (1941–2017), Direktor
- 2006–2014: Karl Heinz Hänssler (* 1949), Direktor bis 2009, dann Rektor
- 2014–2024: Herbert Dreher (* 1961), Rektor
- seit 2024: Robert Watty, Rektor

## Studiengänge
Aktuell werden die folgenden Studienbereiche angeboten:
- Wirtschaft (in Ravensburg)
- Technik (in Friedrichshafen)

### Fakultät für Wirtschaft
Zu den Studiengängen des wirtschaftlichen Bereichs gehören:
- Agrarwirtschaft
- BWL – Bank
- BWL – Digital Business Management
- BWL – Finanzdienstleistungen
- BWL – Gesundheitsmanagement
- BWL – Handel
- BWL – Industrie
- BWL – International Business
- BWL – Medien- und Kommunikationswirtschaft
- BWL – Messe-, Kongress- und Eventmanagement
- BWL – Tourismus, Hotellerie und Gastronomie
- Data Science und Künstliche Intelligenz
- Medien – Mediendesign
- Wirtschaftsinformatik

### Fakultät für Technik
Zu den Studiengängen des Bereichs Technik gehören:
- Elektrotechnik und Informationstechnik
- Embedded Systems
- Informatik
- Luft- und Raumfahrttechnik
- Maschinenbau
- Mechatronik
- Wirtschaftsingenieurwesen

Die Studiengänge der DHBW Ravensburg sind mit 210 Credit Points akkreditiert. Während Universitäten in der Regel Bachelorabschlüsse mit 180 Credit Points verleihen, werden die Studiengänge der Dualen Hochschule Baden-Württemberg als Intensivstudiengänge anerkannt. DHBW Studierende benötigen daher lediglich 90 Credit Points zum Erreichen des Masterstatus.

## Master-Studiengänge
Seit Oktober 2011 bietet die Duale Hochschule Baden-Württemberg Master-Studiengänge in den Fakultäten Wirtschaft, Technik und Sozialwesen an; mit der Gründung des Center for Advanced Studies (CAS) in Heilbronn bündelt die DHBW ihre dualen Masterstudienangebote unter einem Dach.

## Zulassung
Zulassungsvoraussetzung zum Studium an der Dualen Hochschule Baden-Württemberg Ravensburg ist neben der Hochschulzugangsberechtigung der Abschluss eines Studienvertrags mit einem Partnerunternehmen.
Hochschulzugangsberechtigt sind alle Bewerber mit allgemeiner oder fachgebundener Hochschulreife. Bei erworbener Fachhochschulreife oder einer fachfremden fachgebundenen Hochschulreife muss im Vorfeld ein Studierfähigkeitstest absolviert werden. Unter bestimmten Voraussetzungen können auch qualifizierte Berufstätige zum Studium an der Dualen Hochschule Baden-Württemberg zugelassen werden.
Das in der Regel strenge Verfahren zur Auswahl der Bewerber wird ausschließlich von den Dualen Partnern – also den Unternehmen – durchgeführt. Die Zulassung zum Studium erfolgt wiederum durch die Duale Hochschule Baden-Württemberg nach Vorlage des Studienvertrags und einer beglaubigten Kopie der Hochschulzugangsberechtigung.
Sofern die Bewerbungskriterien erfüllt sind, schließen Studieninteressierte und Unternehmen (Dualer Partner) für die gesamte dreijährige Studienzeit einen Studienvertrag ab. Der Vertrag regelt die durchgehende monatliche Vergütung, darüber hinaus die Freistellung der Studierenden für die Theoriephasen an der Dualen Hochschule Baden-Württemberg Ravensburg sowie die Gewährung des jeweiligen Jahresurlaubs durch das Unternehmen.

## Partnerunternehmen
Die DHBW Ravensburg verfügt über etwa 1.200 Partnerunternehmen von A wie Audi bis Z wie ZDF. Unternehmen wie beispielsweise Robinson Club, Airbus Group, Deutsche Bahn, RTL Deutschland GmbH, Rolls-Royce Power Systems AG (Friedrichshafen) oder die ZF Friedrichshafen AG schicken ihren Führungsnachwuchs nach Ravensburg und Friedrichshafen.

## Ausstattung
Die DHBW Ravensburg verfügt neben einem vollausgestatteten TV-Studio, einem Hörfunkstudio und mehreren Mac-Laboren über zwei Bibliotheken sowie einige technische Labore für die Studiengänge des Ingenieurwesens.

## Einrichtungen
Die DHBW Ravensburg verfügt über ein Netzwerk ehemaliger Studierender, das im Verein der Förderer und Alumni der DHBW Ravensburg e. V. (VFA) organisiert ist. Die VFA Gesellschaft für studentische Projekte mbH wiederum wickelt die Vielzahl der Studierendenprojekte ab. Dies sind beispielsweise die jährliche Teilnahme an der Formula Student, welche in Kooperation mit der Oregon State University durchgeführt wird und die Veranstaltung der jährlichen Absolventenbälle der Hochschule. Gemeinnützige Trägerin der Weiterbildungsangebote der DHBW Ravensburg ist das Institut für Weiterbildung, Wissens- und Technologie-Transfer der Hochschule (IWT Wirtschaft und Technik GmbH).